# Aleksy Romanow (1904–1918)

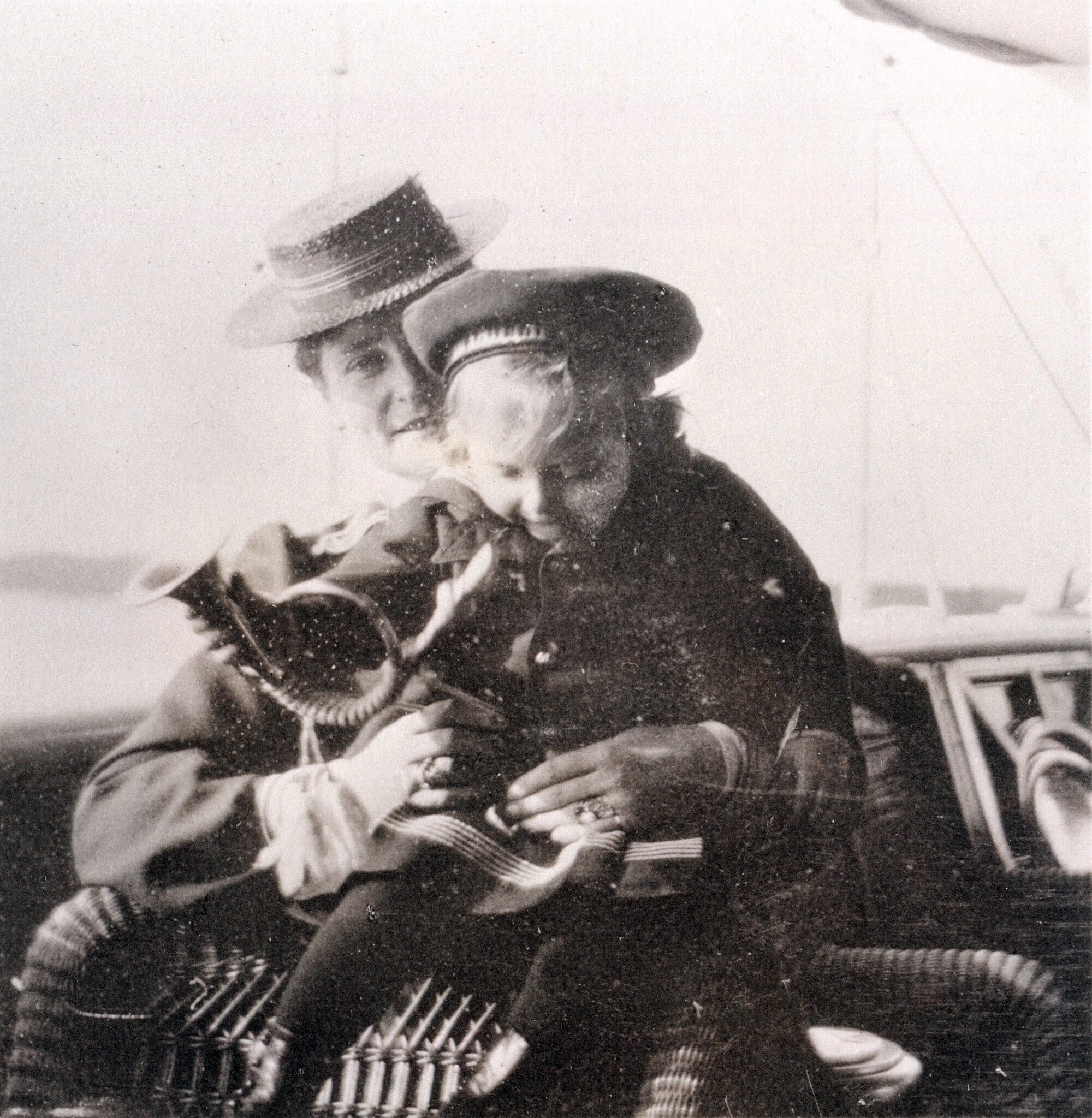
Aleksy z matką, 1906

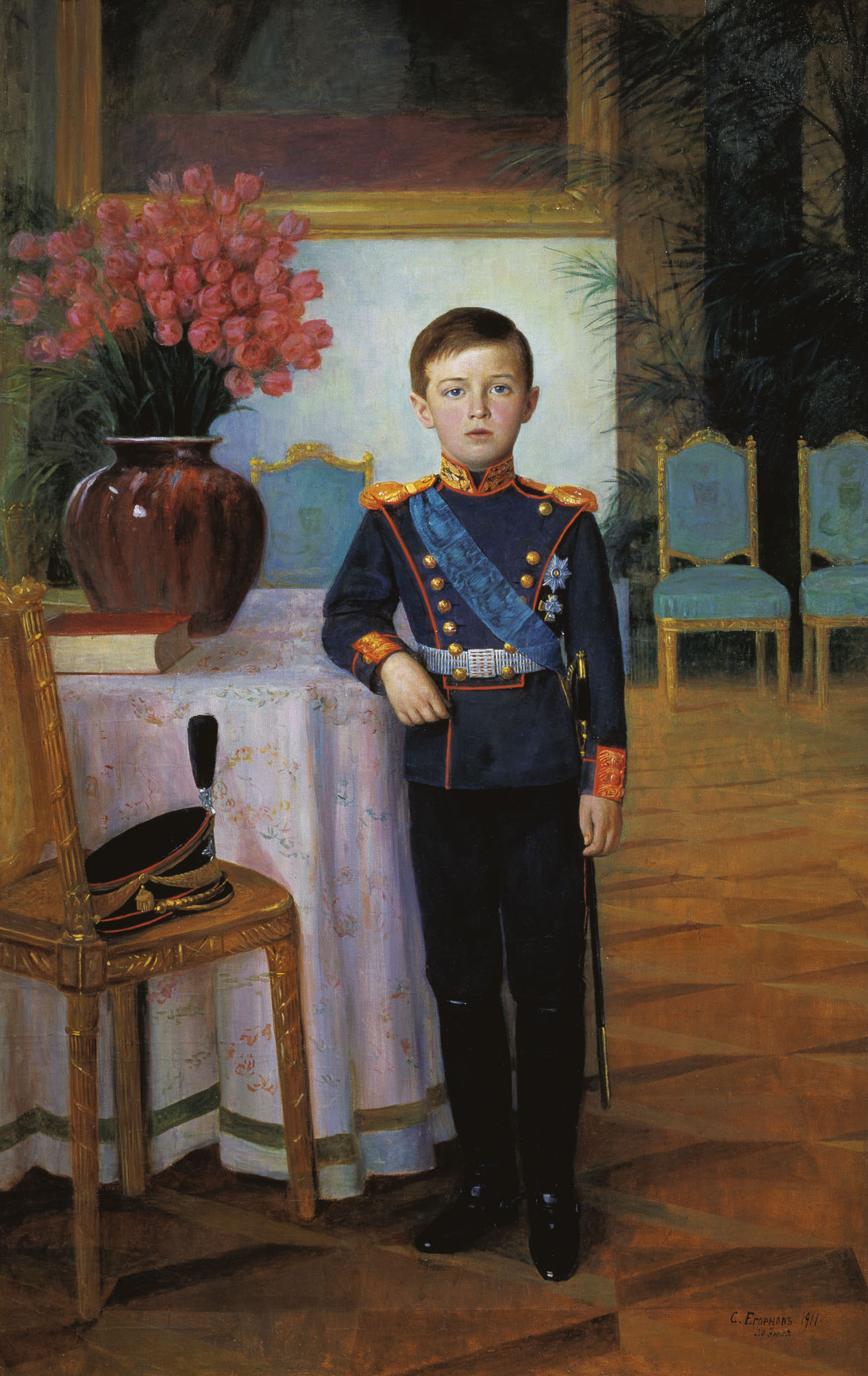
Carewicz Aleksy

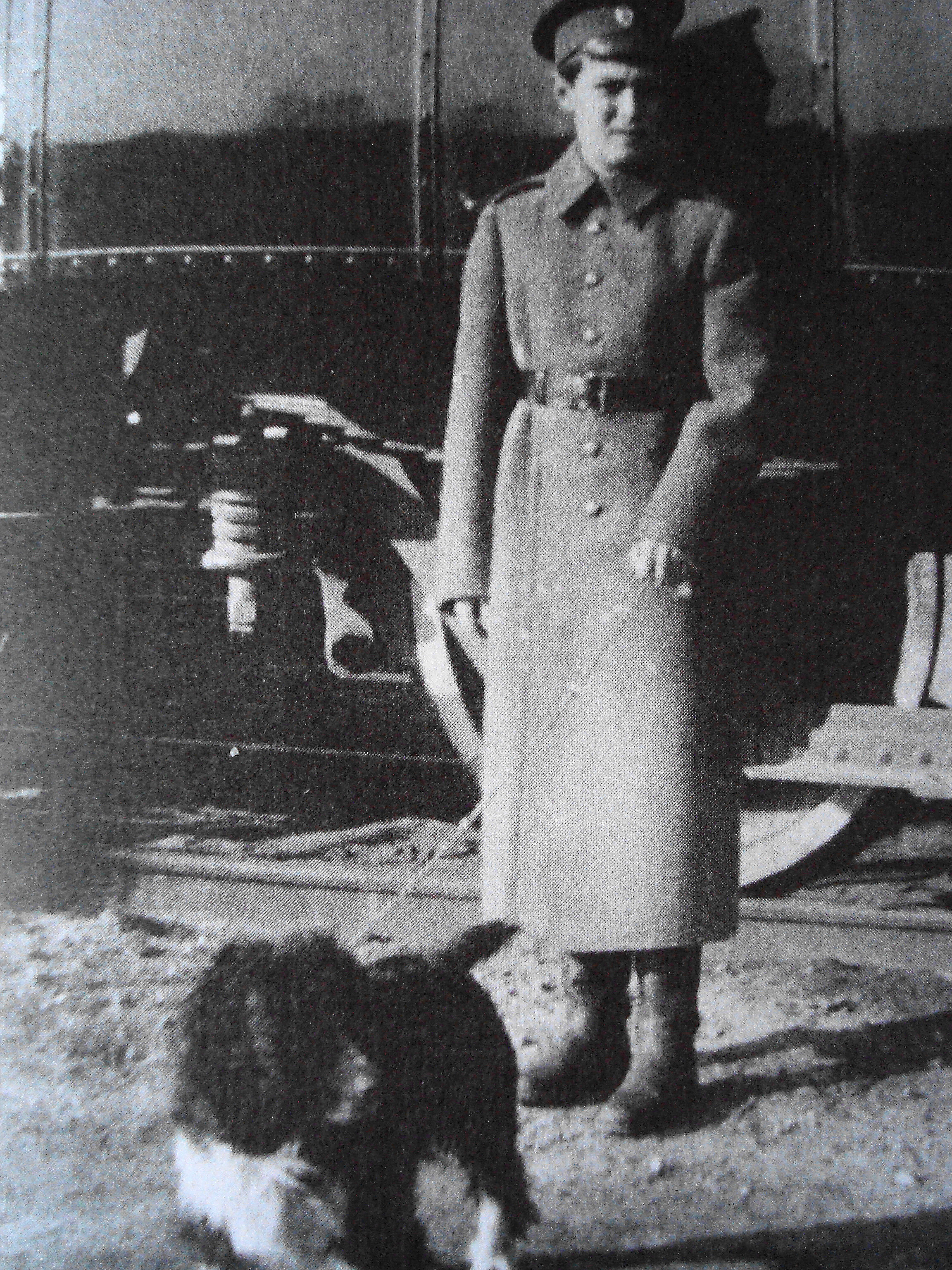
Aleksy Mikołajewicz ze swoim psem

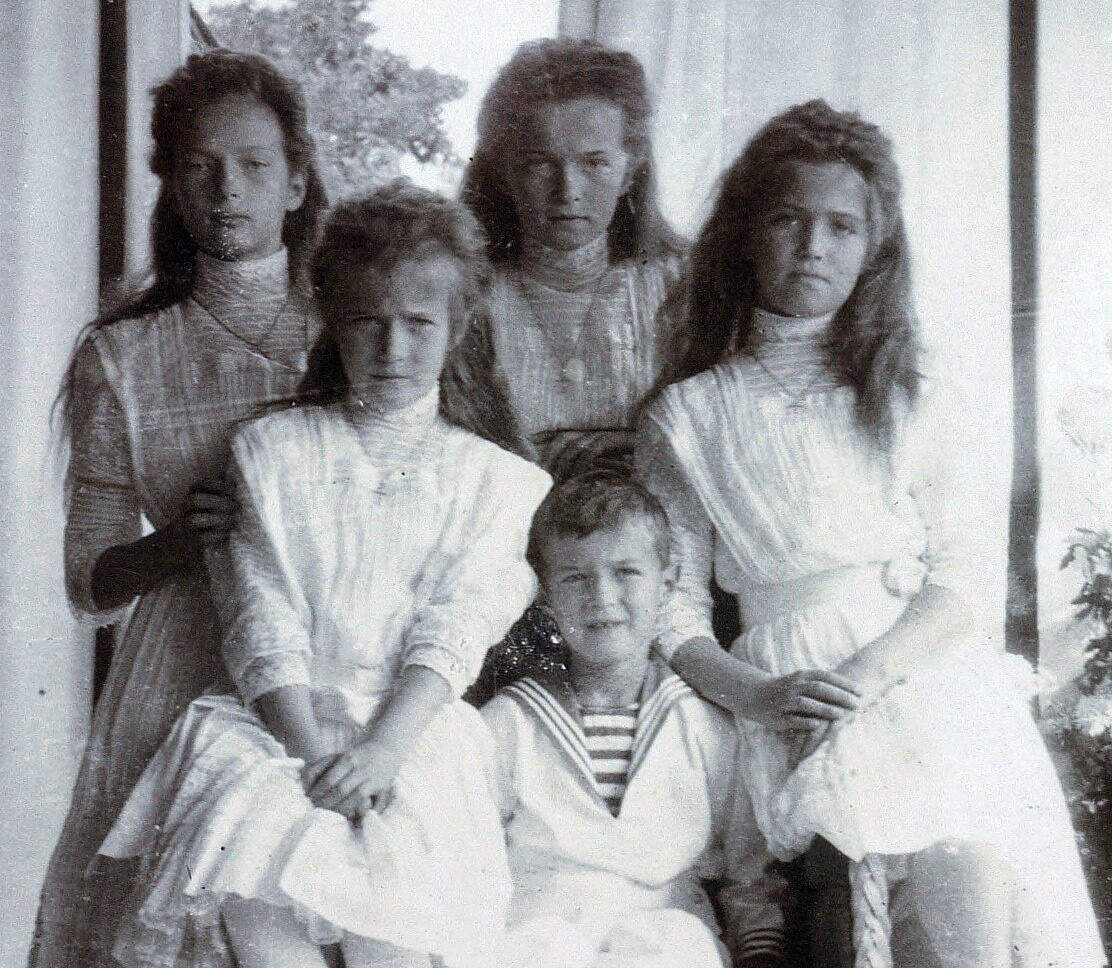
Dzieci Mikołaja II i Aleksandry Fiodorowny, zdjęcie z ok. 1909

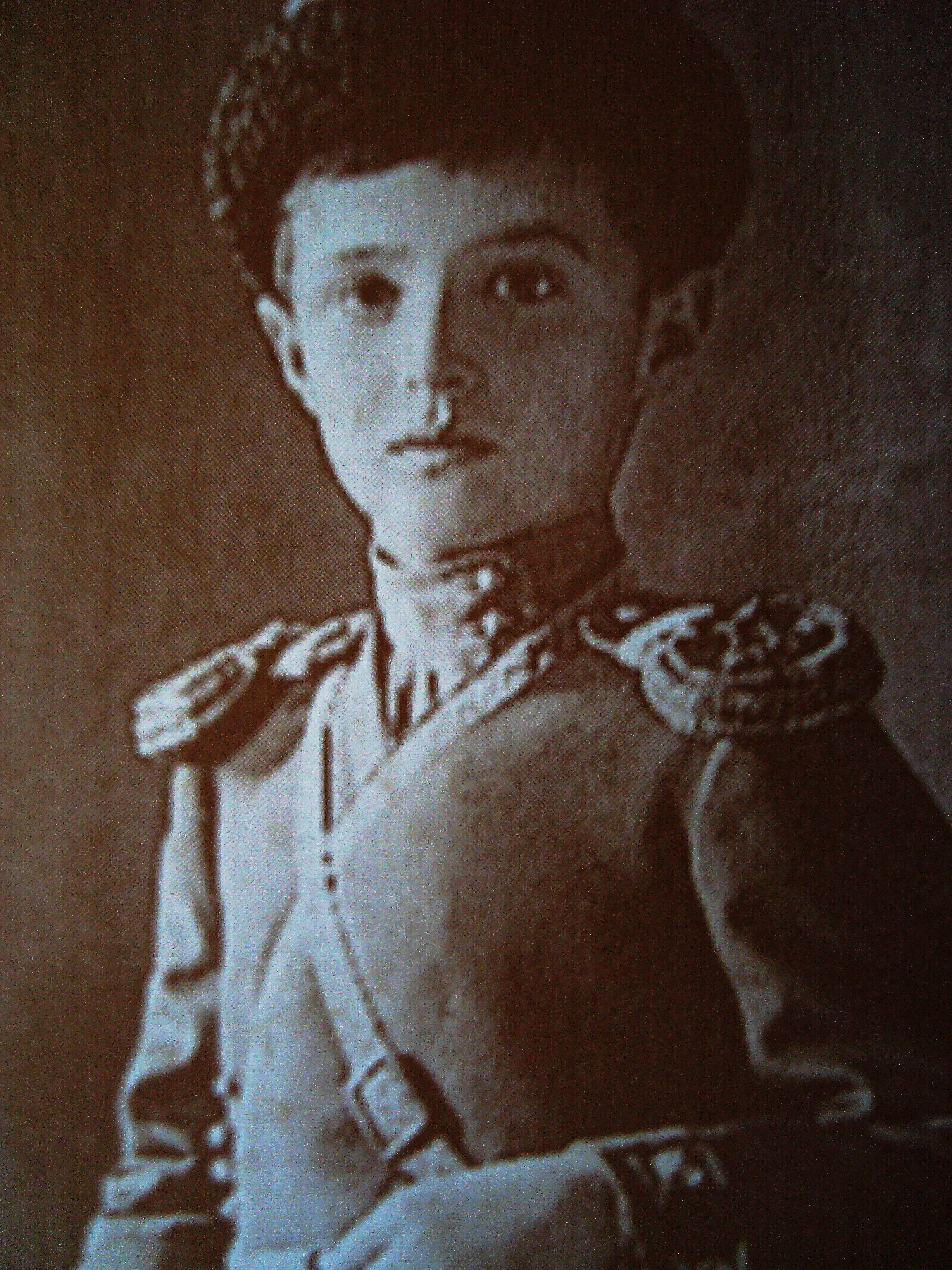
Aleksy Romanow w mundurze czwartego pułku strzelców, 1911

Aleksy Mikołajewicz Romanow (ur. 30 lipca?/12 sierpnia 1904 w Peterhofie, zm. 17 lipca 1918 w Jekaterynburgu) – najmłodszy z pięciorga dzieci ostatniego imperatora Wszechrusi Mikołaja II i imperatorowej Aleksandry Fiodorowny. Ostatni carewicz – następca tronu Rosji. Święty prawosławny.

## Życiorys

### Narodziny
Od momentu zawarcia małżeństwa z Mikołajem II, caryca Aleksandra Fiodorowna bardzo pragnęła urodzić następcę tronu. Kolejne ciąże kończyły się jednak przyjściem na świat córek, które mogłyby odziedziczyć tron tylko w razie śmierci lub odsunięcia od sukcesji wszystkich męskich krewnych cara. W 1900, za radą wielkich księżnych Milicy i Anastazji Czarnogórskich, zaczęła poddawać się praktykom okultystycznym i hipnozie, które miały zapewnić jej urodzenie zdrowego potomka. Pierwszym z domniemanych lekarzy był Francuz imieniem Philippe, pochodzący z Lyonu. Rzekome zabiegi, którym poddawała się caryca, a które wymagały obecności Francuza w jej sypialni, wywołały plotki o zdradzie małżeńskiej Aleksandry Fiodorowny. Matka cara, caryca-wdowa Maria Fiodorowna domagała się usunięcia Francuza z dworu, jednak Mikołaj II nie był w stanie odmówić ukochanej żonie zgody na kurację, w której pokładała ogromne nadzieje. Philippe zapewniał, że układ gwiazd gwarantuje narodzenie chłopca, jednak w 1901 na świat przyszła zamiast niego czwarta córka pary carskiej, Anastazja. Skompromitowanego Francuza zastąpił najpierw jurodiwy imieniem Dymitr, następnie zaś chora na padaczkę kobieta, Daria Osipowa, którą wielkie księżne uważały za prorokinię. Wreszcie para carska udała się na wielodniowe samotne modlitwy przy grobie świętego Serafina Sarowskiego. Mikołaj II był przekonany, że to wstawiennictwo świętego sprawiło, że piąta ciąża Aleksandry Fiodorowny zakończyła się przyjściem na świat następcy tronu.
Aleksy urodził się w pałacu carskim w Peterhofie. Był piątym dzieckiem Mikołaja II i Aleksandry Fiodorowny i ich jedynym synem. Miał cztery starsze siostry, wielkie księżne: Olgę, Tatianę, Marię i Anastazję. Zgodnie z panującym prawem sukcesyjnym został automatycznie następcą tronu, a jego narodziny zostały obwieszczone społeczeństwu przez oddanie 300 wystrzałów w powietrze z twierdzy Pietropawłowskiej. Według słów Mikołaja II para carska wybrała dla syna imię Aleksy, by zerwać z blisko stuletnią tradycją nadawania najstarszym synom imion Aleksander i Mikołaj, a także w celu uczczenia cara, którego Mikołaj II cenił najbardziej – Aleksego I.
Chrzest następcy tronu odbył się 3 września 1904 w kaplicy pałacu, w Peterhofie. Rodzicami chrzestnymi Aleksego zostali jego babka caryca wdowa Maria Fiodorowna i wielki książę Aleksy Aleksandrowicz Romanow. Poza tym dodatkowymi rodzicami chrzestnymi, z racji wysokiego pochodzenia chrzczonego, zostali: jego najstarsza siostra wielka księżna Olga Nikołajewna Romanowa, jego pradziadek Chrystian IX Duński, Król Zjednoczonego KrólestwaEdward Windsor oraz cesarz niemiecki Wilhelm II Hohenzollern. Narodziny carewicza były niezwykle hucznie obchodzone w całym kraju. Według wspomnień Sophie Buxhoeveden, z okazji narodzin oczekiwanego syna car udzielił licznych aktów łaski i amnestii, skracał wyroki sądowe, nadał liczne odznaczenia i nagrody pieniężne. Sam nowo narodzony został tytularnym dowódcą kilku specjalnie utworzonych pułków. Zgodnie z tradycją car i caryca nie byli obecni w czasie chrztu syna. Główna dama dworu, księżna Galicyn, niosła dziecko na złotej poduszce podtrzymywanej z dwóch stron przez hrabiego Benckendorffa i wielkiego marszałka dworu Aleksandra Siergiejewicza Dołgorukiego.

### Wczesne dzieciństwo
Bezpośrednio po przyjściu na świat Aleksy sprawiał wrażenie zdrowego, silnego chłopca. Od pierwszych dni był nazywany przez rodziców pieszczotliwie Promyczkiem, Aguniuszkiem, Małym Człowieczkiem lub z angielskiego Baby. Jednak już w kilka tygodni po jego urodzeniu wyszło na jaw, że cierpiał na hemofilię, którą to chorobę odziedziczył po matce-nosicielce zaburzonego genu. Fakt, iż carewicz był ciężko chory z jej powodu, wywołał u carycy głęboką depresję. Od momentu wykrycia u syna choroby starała się ona poświęcać mu cały czas, nawet kosztem córek. Praktycznie całe życie rodzinne było od tej pory skoncentrowane wokół następcy tronu. Jak pisał jego szwajcarski guwerner Pierre Gilliard, atmosfera panująca na dworze była w dużej mierze uzależniona od aktualnego samopoczucia i stanu zdrowia Aleksego. Dopóki było to możliwe, rodzina carska ukrywała – nawet przed służbą i nauczycielami dzieci – chorobę chłopca, a kiedy ta wyszła na jaw – prawdę o nękających go atakach i jego ciężkim stanie.
Pierre Gilliard wspominał swojego podopiecznego jako niezwykle żywego, psotnego chłopca, preferującego spędzanie czasu na zabawie niż na nauce. Aleksy nie mógł jednak – jak jego siostry – uczyć się gry w tenisa ani jeździć na rowerze, zaś większość czasu spędzał pod kontrolą dwójki wyznaczonych przez jego matkę marynarzy nazwiskiem Nagorny i Dieriewienko. Również Aleksandra Fiodorowna osobiście opiekowała się chłopcem, gdy ten czuł się gorzej. W rezultacie kilkuletni, a następnie nastoletni Aleksy był wyjątkowo rozpieszczony, zaś próby wdrożenia go do przestrzegania zasad dworskiej etykiety kończyły się niepowodzeniem. Carewicz potrafił otwarcie wyśmiewać się z oficjalnych gości swojego ojca, gdy był obecny przy oficjalnych posiłkach, a nawet dla żartu uderzać osoby, które zgodnie z etykietą składały przed nim ceremonialny ukłon. 
Od 1905 Aleksandra Fiodorowna, pragnąc za wszelką cenę doprowadzić do wyleczenia Aleksego lub chociaż złagodzić objawy jego choroby, dopuszczała na dwór Grigorija Rasputina, zarekomendowanego jej przez Milicę i Anastazję Czarnogórskie oraz damę dworu Annę Taniejewą. Początkowo nieufna w odniesieniu do niego, caryca uznała go za cudotwórcę, gdy trzykrotnie – według jej wspomnień – spowodował zatrzymanie krwotoku u następcy tronu. Aleksandra Fiodorowna twierdziła, że Rasputin potrafił uleczyć chłopca nawet na odległość – rozmawiając z nim telefonicznie lub wysyłając do carycy depeszę o uspokajającej treści. Obecnie uważa się, że Rasputin próbował – niekiedy z korzystnym skutkiem – leczyć carewicza posługując się hipnozą. „Cudowne umiejętności” Rasputina sprawiły, że caryca stała się w stosunku do niego całkowicie bezkrytyczna i nie przyjmowała do wiadomości przekazywanych jej informacji o skandalizującym trybie życia, jaki prowadził, ani o złym wpływie jego obecności na dworze na opinię o rodzinie carskiej w społeczeństwie. Aleksandra Fiodorowna uważała bowiem, że tylko Rasputin może uleczyć jej syna.
Gdy Aleksy miał ok. 8–9 lat, Mikołaj II postanowił zacząć wdrażać go do obowiązków państwowych. W tym celu zabierał Aleksego na posiedzenia rządowe i spotkania z dowódcami wojskowymi, a także nakazywał mu chodzenie w galowym mundurze, co chłopiec zresztą szybko polubił. Aleksy od najmłodszych lat porozumiewał się z najbliższymi wyłącznie po rosyjsku, rodzice wyrabiali w nim zamiłowanie do rosyjskiej kuchni, sztuki ludowej i stroju. Pod wpływem rad guwernera Gilliarda zaprzestali również całkowitej kontroli nad każdym krokiem syna, co miało wyrobić u niego nawyk samodzielnego dbania o bezpieczeństwo. Im starszy był Aleksy, tym rzadziej zdarzały się ataki choroby realnie zagrażające życiu. Prawdopodobnie najbardziej niebezpieczny z nich chłopiec przeżył w 1912, gdy zranił się w Spale podczas polowania z ojcem.

### I wojna światowa
1 października 1915 car zabrał syna do sztabu generalnego armii rosyjskiej, gdzie Aleksy miał obserwować codzienne życie żołnierzy i oficerów. Doświadczenia te, jak również rosnąca świadomość niebezpieczeństwa związanego z hemofilią, sprawiły, że Aleksy stopniowo stawał się coraz poważniejszy i wrażliwy na uczucia innych osób. Aleksy był inteligentnym, pojętnym chłopcem, jednak – podobnie jak jego siostry, z wyjątkiem najstarszej Olgi – niechętnie się uczył i czytał. Ze względu na swoją chorobę był wychowywany w jeszcze większej izolacji niż inne dzieci cara. Najbliższą dla niego osobą – poza rodzicami – była najmłodsza z wielkich księżnych, Anastazja. Chociaż związany z siostrami, Aleksy miał świadomość swojej wyjątkowej pozycji w rodzinie i chętnie ją podkreślał.
Wskutek rewolucji lutowej car Mikołaj II został zmuszony do abdykacji. W pierwszym projekcie manifestu ogłaszającego zrzeczenie się tronu Mikołaj II zawarł informację o abdykacji na rzecz syna. Regentem do czasu osiągnięcia przez Aleksego pełnoletniości miał być młodszy brat Mikołaja II, wielki książę Michał Aleksandrowicz Romanow. Dokument zredagował generał Michaił Aleksiejew. Zanim tekst został potwierdzony podpisem w obecności dwóch przedstawicieli Dumy, car spotkał się z lekarzem Aleksego, Fiodorowem, aby ponownie przemyśleć zdolność swojego syna do sprawowania w przyszłości władzy. Fiodorow stwierdził wówczas, że możliwość całkowitego wyleczenia hemofilii jest trudna do oszacowania, toteż obowiązujące Aleksego ograniczenia poruszania się i aktywności najprawdopodobniej pozostaną konieczne. Stwierdził również, że jeśli carewicz wyjedzie z rodzicami za granicę po abdykacji ojca, będzie w przyszłości trudny do zaakceptowania jako car (jako osoba wychowana z dala od Rosji, nieposiadająca praktycznej wiedzy o realiach państwa). Argumenty lekarza skłoniły Mikołaja II do zmiany zdania i przekazania tronu wielkiemu księciu Michałowi. Abdykując car wyraził jedynie życzenie, by nie oddzielano jego i żony od syna. O abdykacji ojca Aleksy dowiedział się – na życzenie Aleksandry Fiodorowny – od swojego guwernera. Według jego wspomnień, zdziwiony chłopiec nie zapytał o własne położenie w zmienionej sytuacji, ale chciał wiedzieć, kto będzie rządził Rosją, jeśli nikt więcej nie zostanie carem.

### Aresztowanie
3 marca 1917 Piotrogrodzka Rada Delegatów Robotniczych i Żołnierskich przegłosowała aresztowanie byłego cara i jego żony. Cztery dni później decyzję potwierdził Rząd Tymczasowy. Początkowo aresztowana rodzina przebywała pod strażą w Carskim Siole. Aleksy źle znosił nową sytuację, zwłaszcza że – jako skrzętnie izolowany dotąd od świata, pozostający pod szczególną ochroną carewicz – był największym obiektem zainteresowania strażników. Wstrząsem dla niego był również widok lekceważącego stosunku żołnierzy do jego ojca. 31 lipca rodzina została przewieziona do Tobolska, według opublikowanej 6 sierpnia oficjalnej wersji dzieci Romanowów dobrowolnie zgodziły się wyjechać razem z rodzicami i zamieszkać z nimi w domu zwanym Domem Wolności, dawnym pałacu gubernatorskim. Aleksy otrzymał nowego lekarza nazwiskiem Dieriewienko i przez cały okres pobytu w Tobolsku prawie nie chorował. Rodzina starała się prowadzić życie według dawnych zwyczajów, m.in. używając w rozmowach zlikwidowanych tytułów carskich i wielkoksiążęcych.

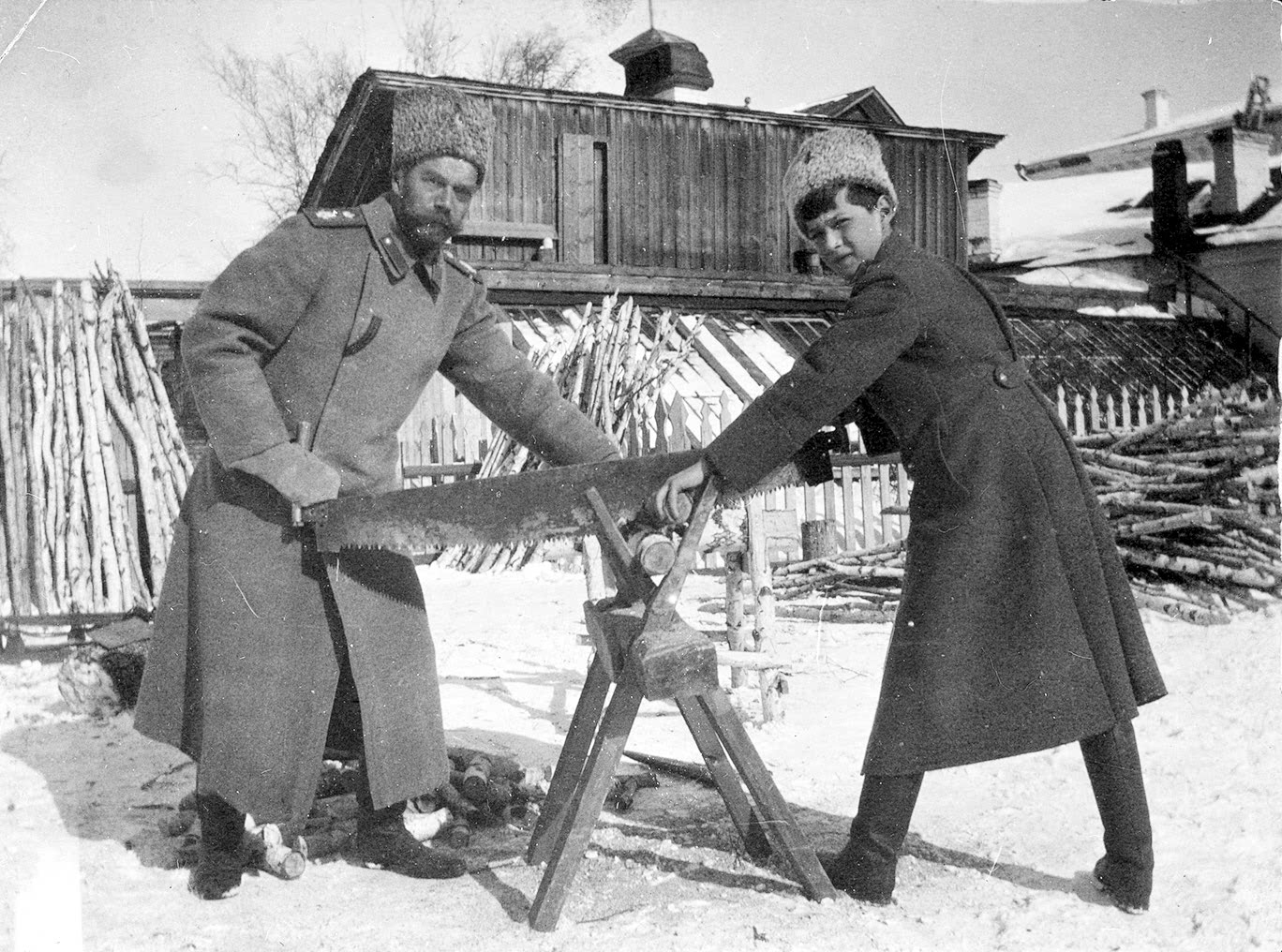
Mikołaj II i Aleksy wykonujący w Tobolsku czynności gospodarcze, 1917

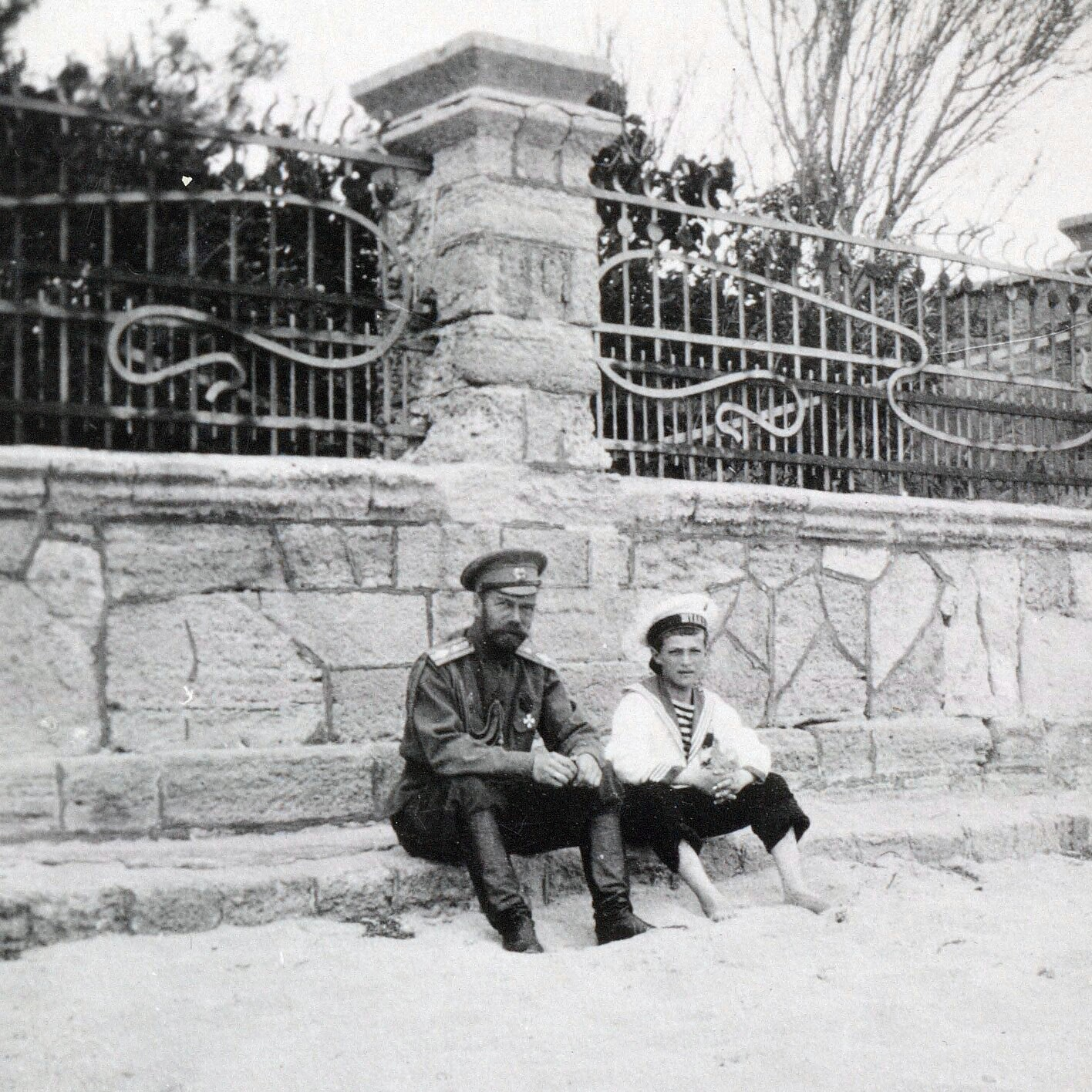
Aleksy z ojcem w Liwadii, 1914

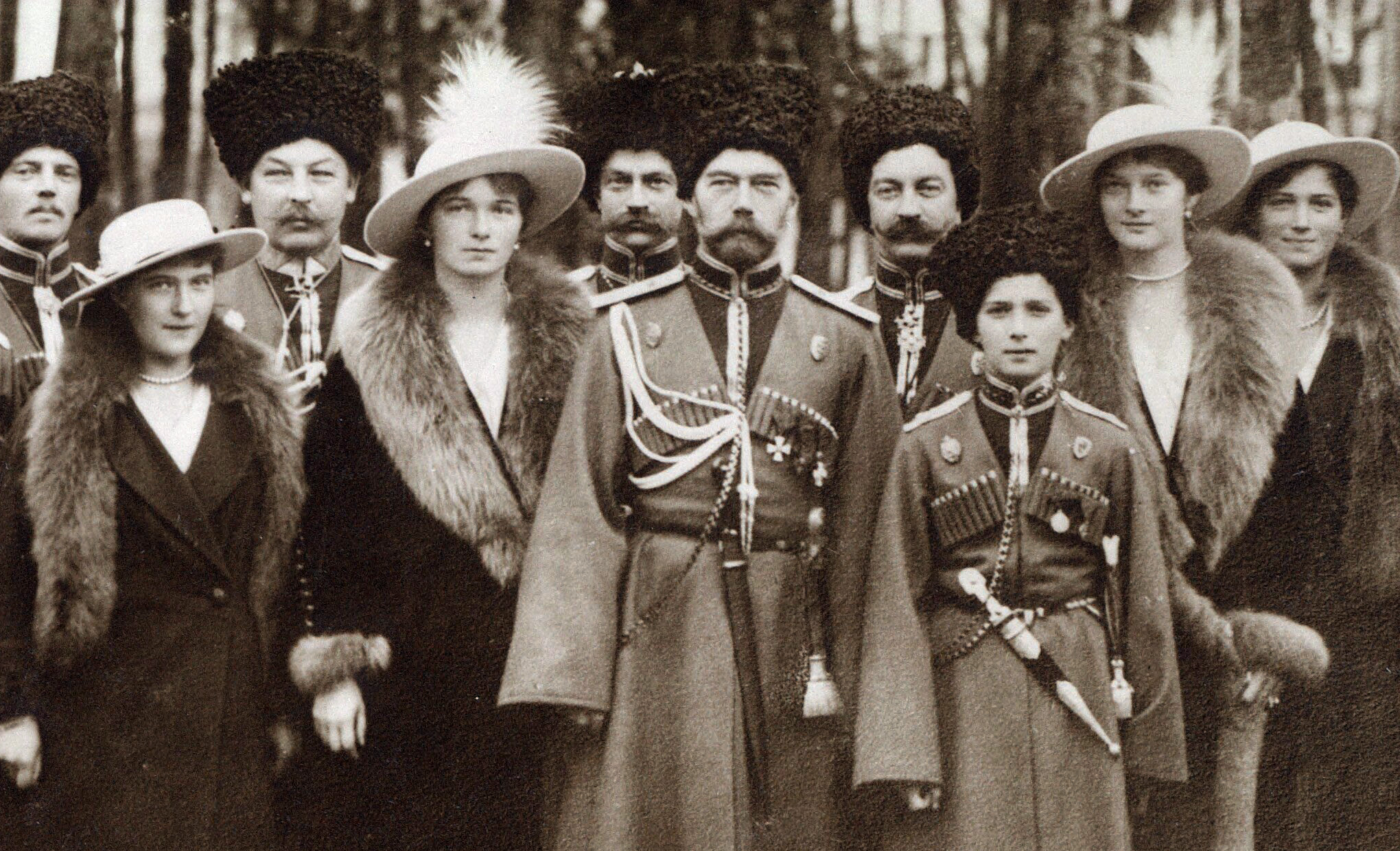
Rodzina carska wizytująca pułk Kozaków kubańskich

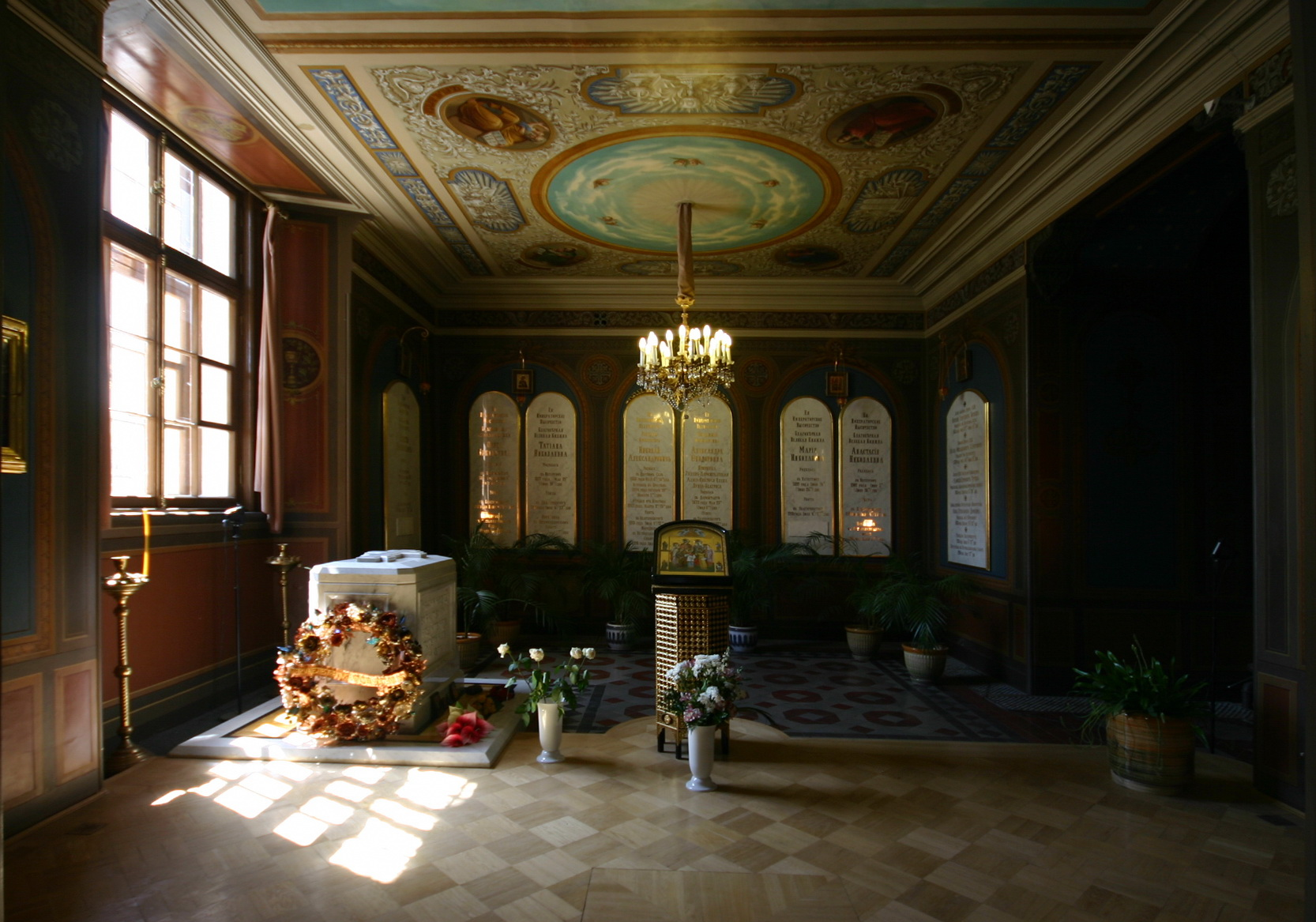
Tablice nagrobne rodziny carskiej w soborze Świętych Piotra i Pawła w Petersburgu. Tablica Aleksego pierwsza z lewej

25 kwietnia 1918 była para carska została przewieziona do Jekaterynburga. Mogąc zabrać ze sobą jedno z dzieci, Aleksandra Fiodorowna wybrała córkę Marię. Olga, Tatiana, Aleksy i służba dotarli do Jekaterynburga na pokładzie statku „Ruś” w następnym miesiącu. Chłopiec ponownie zaczął cierpieć na ataki choroby, gdy potłukł się spadając z huśtawki. Opiekujący się nim doktor Jewgienij Botkin pisał, że Aleksy cierpiał na bóle stawów, zaś powtarzające się potłuczenia sprawiały, że wymagał całodobowej kontroli. Przy chłopcu – oprócz lekarza – stale czuwała matka, jego guwerner Gilliard oraz marynarz Nagorny. Konieczność otoczenia go szczególną opieką sprawiła, że po dotarciu do domu Ipatiewa w Jekaterynburgu, ostatniego miejsca przetrzymywania Romanowów, rodzice wyznaczyli dla niego osobny pokój, w odróżnieniu od jego sióstr, które zamieszkały we wspólnym pomieszczeniu. W maju 1918 stan Aleksego jeszcze się pogorszył. Mimo tego chłopiec do ostatnich dni prowadził – zgodnie z życzeniem rodziców – pamiętnik, w którym opisywał codzienne życie, uskarżał się na panującą w domu nudę i nieprzychylność strażników. Ojciec uczył ponadto chłopca historii i geografii.

### Śmierć
Aleksy Romanow został zamordowany w Jekaterynburgu, w nocy z 16 na 17 lipca 1918, razem z całą rodziną. W momencie śmierci nie ukończył 14 lat. Decyzja o śmierci Romanowów miała zapaść na najwyższym szczeblu bolszewickich władz państwowych już w kwietniu 1918. Wcześniej Rada Komisarzy Ludowych rozważała zorganizowanie pokazowego procesu na wzór procesu Ludwika XVI w czasie rewolucji francuskiej w 1792, nie rozstrzygając losu innych członków rodziny. Ostatecznie jednak, w obawie przed uwolnieniem zdetronizowanego cara przez białych, w Moskwie zapadła decyzja o egzekucji wszystkich członków rodziny. Ich zabójstwo miało na celu uniemożliwienie wykorzystania któregokolwiek z nich jako politycznego symbolu przez przeciwników rewolucji.
Według zeznań członków plutonu egzekucyjnego, w nocy z 16 na 17 lipca 1918 Romanowowie zostali poproszeni o ubranie się i zejście do piwnicy, rzekomo w celu przygotowania do wyjazdu, przez nadzorującego straż nad nimi Jakowa Jurowskiego. Chorego Aleksego niósł na rękach ojciec. Chłopiec ubrany był w ulubiony strój – wojskową bluzę i czapkę. Po zajęciu przez byłą parę carską miejsc na krzesłach (pozostałe osoby stały wokół nich) Jurowski oznajmił, że cała rodzina zostanie rozstrzelana. Gdy zszokowany Mikołaj II przerwał mu, Jurowski natychmiast strzelił do niego, zabijając byłego cara na miejscu. Drugi strzał został wymierzony w Aleksego, jednak chłopiec, choć trafiony, nie zginął od razu. Po zabiciu jego sióstr członkowie plutonu egzekucyjnego zorientowali się, że trzynastolatek jeszcze żyje i usiłowali dobić go bagnetami. Nie wiedzieli, że w ubraniu chłopca – podobnie jak w gorsetach Olgi, Tatiany, Marii i Anastazji – zaszyta była część rodowych klejnotów. Kiedy kolejne próby zabicia Aleksego w ten sposób kończyły się niepowodzeniem, Jurowski dobił go strzałem w głowę.

### Pochówek
Po egzekucji ciała zamordowanych zostały wywiezione do lasu w okolicy wsi Koptiaki, a w celu uniemożliwienia identyfikacji zwłok – poćwiartowane i spalone, zaś twarze dodatkowo zdeformowane kwasem. Jakow Jurowski w szyfrowanej depeszy poinformował Swierdłowa o egzekucji. 25 lipca 1918 „Izwiestia” informowały o straceniu byłego cara, zapewniając jednak równocześnie, że jego rodzina znajduje się w bezpiecznym miejscu. O wiadomości o losie byłej carycy i jej dzieci wielokrotnie zabiegała ambasada niemiecka, otrzymując uspokajające zapewnienia o przetrzymywaniu ich w Permie. Osobne śledztwo w sprawie Romanowów prowadzili Biali po wejściu do Jekaterynburga i odkryciu śladów egzekucji w piwnicy domu. Przesłuchiwani przez nich chłopi z Koptiaków wskazali jako miejsce ukrycia szczątków uroczysko „Czterech Braci”, na którym 17 lipca zostali zatrzymani przez zbrojnych czerwonoarmistów i zmuszeni do wyjścia z lasu. Na uroczysku nie znaleziono szczątków Aleksego, chociaż odkopane przedmioty świadczyły o dokonaniu w najbliższej okolicy pochówku zabitych.
Nieodnalezienie na uroczysku ani szczątków Aleksego, ani żadnych należących do niego przedmiotów sprawiło, że przez wiele lat istniały teorie o jego cudownym ocaleniu i ucieczce z Jekaterynburga. Za uratowanego carewicza podawali się Michał Goleniewski, Heino Tammet, Georgi Żudin, Aleksy Pucjato, Joseph Veres i Wasilij Fiłatow.
W czerwcu 1991 szczątki Romanowów zostały odnalezione, zaś 17 czerwca 1998 pochowane w soborze Świętych Piotra i Pawła w Petersburgu. Wśród odnalezionych pozostałości nie było ciał Aleksego i jednej z jego sióstr, Marii. Nieliczne pozostałości ich szkieletów odnaleziono dopiero w sierpniu 2007, niedaleko od mogiły, do której wrzucono pozostałe ciała. Szczątki zbadali specjaliści rosyjscy, a następnie amerykańscy (University of Massachusetts Medical School). Testy potwierdziły, że odnalezione fragmenty kośćca należały do dwojga zaginionych dzieci Mikołaja II, rozwiewając wieloletnie wątpliwości związane z kaźnią Romanowów. Mimo wyników badań, Rosyjski Kościół Prawosławny twierdzi, iż konieczne są dalsze badania porównawcze nad odnalezionymi szczątkami, zaś na podstawie obecnego stanu wiedzy nie można przesądzić o tym, że należą one do Aleksego.

## Kanonizacja i rehabilitacja
14 sierpnia 2000 Synod Biskupów Rosyjskiego Kościoła Prawosławnego uznał Mikołaja II i jego rodzinę za cierpiących za wiarę i dokonał ich kanonizacji. Podstawą do uznania rodziny carskiej za świętych była ich postawa w czasie uwięzienia i głęboka wiara członków rodziny. Romanowowie nie uzyskali tytułu „męczenników”, a „cierpiętników” (ros. страстотéрпец), gdyż fakt wyznawania prawosławia nie był bezpośrednim powodem ich rozstrzelania. Mimo nienadania Romanowom kanonicznych tytułów męczenników, funkcjonują oni w ten sposób w prawosławnej opinii publicznej, jak również w oficjalnych publikacjach i na ikonach. Wcześniej, w 1981, rodzina carska została kanonizowana przez niekanoniczny ówcześnie Rosyjski Kościół Prawosławny poza granicami Rosji. Wszyscy członkowie rodziny zostali uznani za nowomęczenników. Część duchownych tego Kościoła głosiła pogląd, iż Romanowowie padli ofiarą mordu rytualnego, czego miały dowodzić znaki i napisy pozostawione na ścianach domu Ipatiewa. Pogląd ten został jednak odrzucony przy ich kanonizacji przez Rosyjski Kościół Prawosławny.
1 października 2008, po staraniach żyjących jeszcze Romanowów, rosyjski Sąd Najwyższy ogłosił ponadto cara i jego rodzinę ofiarami represji politycznych i oficjalnie ich zrehabilitował. Uchylił również wcześniejsze orzeczenia niższych instancji, według których na przeszkodzie dla rehabilitacji stał fakt, że rodzina carska nigdy nie została formalnie osądzona ani skazana na śmierć.

## Genealogia i dziedziczenie hemofilii
| car Aleksander II Romanow | car Aleksander II Romanow | car Aleksander II Romanow | car Aleksander II Romanow | car Aleksander II Romanow | car Aleksander II Romanow |                            |                            |                            |                            |                            |                            | Maria Aleksandrowna¹ | Maria Aleksandrowna¹ | Maria Aleksandrowna¹ | Maria Aleksandrowna¹ | Maria Aleksandrowna¹   | Maria Aleksandrowna¹   |                        |                        | Chrystian IX Glücksburg | Chrystian IX Glücksburg | Chrystian IX Glücksburg | Chrystian IX Glücksburg | Chrystian IX Glücksburg | Chrystian IX Glücksburg |                   |                   |                   |                   |                   |                   | Luiza z Hesji-Kassel | Luiza z Hesji-Kassel | Luiza z Hesji-Kassel | Luiza z Hesji-Kassel | Luiza z Hesji-Kassel              | Luiza z Hesji-Kassel |  |  | Karol Heski | Karol Heski | Karol Heski | Karol Heski | Karol Heski | Karol Heski |                 |                 |                 |                 |                 |                 | Elżbieta Pruska | Elżbieta Pruska | Elżbieta Pruska | Elżbieta Pruska | Elżbieta Pruska                              | Elżbieta Pruska                              |                                              |                                              | Albert z Saksonii-Coburg-Gotha               | Albert z Saksonii-Coburg-Gotha               | Albert z Saksonii-Coburg-Gotha | Albert z Saksonii-Coburg-Gotha | Albert z Saksonii-Coburg-Gotha | Albert z Saksonii-Coburg-Gotha |                                      |                                      |                                      |                                      |                                      |                                      | królowa Wiktoria Hanowerska (hemofilia-nosicielka) | królowa Wiktoria Hanowerska (hemofilia-nosicielka) | królowa Wiktoria Hanowerska (hemofilia-nosicielka) | królowa Wiktoria Hanowerska (hemofilia-nosicielka) | królowa Wiktoria Hanowerska (hemofilia-nosicielka) | królowa Wiktoria Hanowerska (hemofilia-nosicielka) |  |  |  |  |  |  |  |  |
| car Aleksander II Romanow | car Aleksander II Romanow | car Aleksander II Romanow | car Aleksander II Romanow | car Aleksander II Romanow | car Aleksander II Romanow |                            |                            |                            |                            |                            |                            | Maria Aleksandrowna¹ | Maria Aleksandrowna¹ | Maria Aleksandrowna¹ | Maria Aleksandrowna¹ | Maria Aleksandrowna¹   | Maria Aleksandrowna¹   |                        |                        | Chrystian IX Glücksburg | Chrystian IX Glücksburg | Chrystian IX Glücksburg | Chrystian IX Glücksburg | Chrystian IX Glücksburg | Chrystian IX Glücksburg |                   |                   |                   |                   |                   |                   | Luiza z Hesji-Kassel | Luiza z Hesji-Kassel | Luiza z Hesji-Kassel | Luiza z Hesji-Kassel | Luiza z Hesji-Kassel              | Luiza z Hesji-Kassel |  |  | Karol Heski | Karol Heski | Karol Heski | Karol Heski | Karol Heski | Karol Heski |                 |                 |                 |                 |                 |                 | Elżbieta Pruska | Elżbieta Pruska | Elżbieta Pruska | Elżbieta Pruska | Elżbieta Pruska                              | Elżbieta Pruska                              |                                              |                                              | Albert z Saksonii-Coburg-Gotha               | Albert z Saksonii-Coburg-Gotha               | Albert z Saksonii-Coburg-Gotha | Albert z Saksonii-Coburg-Gotha | Albert z Saksonii-Coburg-Gotha | Albert z Saksonii-Coburg-Gotha |                                      |                                      |                                      |                                      |                                      |                                      | królowa Wiktoria Hanowerska (hemofilia-nosicielka) | królowa Wiktoria Hanowerska (hemofilia-nosicielka) | królowa Wiktoria Hanowerska (hemofilia-nosicielka) | królowa Wiktoria Hanowerska (hemofilia-nosicielka) | królowa Wiktoria Hanowerska (hemofilia-nosicielka) | królowa Wiktoria Hanowerska (hemofilia-nosicielka) |  |  |  |  |  |  |  |  |
|                           |                           |                           |                           |                           |                           |                            |                            |                            |                            |                            |                            |                      |                      |                      |                      |                        |                        |                        |                        |                         |                         |                         |                         |                         |                         |                   |                   |                   |                   |                   |                   |                      |                      |                      |                      |                                   |                      |  |  |             |             |             |             |             |             |                 |                 |                 |                 |                 |                 |                 |                 |                 |                 |                                              |                                              |                                              |                                              |                                              |                                              |                                |                                |                                |                                |                                      |                                      |                                      |                                      |                                      |                                      |                                                    |                                                    |                                                    |                                                    |                                                    |                                                    |  |  |  |  |  |  |  |  |
|                           |                           |                           |                           |                           |                           | car Aleksander III Romanow | car Aleksander III Romanow | car Aleksander III Romanow | car Aleksander III Romanow | car Aleksander III Romanow | car Aleksander III Romanow |                      |                      |                      |                      |                        |                        |                        |                        |                         |                         |                         |                         |                         |                         | Maria Fiodorowna² | Maria Fiodorowna² | Maria Fiodorowna² | Maria Fiodorowna² | Maria Fiodorowna² | Maria Fiodorowna² |                      |                      |                      |                      |                                   |                      |  |  |             |             |             |             |             |             | Ludwik IV Heski | Ludwik IV Heski | Ludwik IV Heski | Ludwik IV Heski | Ludwik IV Heski | Ludwik IV Heski |                 |                 |                 |                 |                                              |                                              |                                              |                                              |                                              |                                              |                                |                                |                                |                                | Alicja Koburg (hemofilia-nosicielka) | Alicja Koburg (hemofilia-nosicielka) | Alicja Koburg (hemofilia-nosicielka) | Alicja Koburg (hemofilia-nosicielka) | Alicja Koburg (hemofilia-nosicielka) | Alicja Koburg (hemofilia-nosicielka) |                                                    |                                                    |                                                    |                                                    |                                                    |                                                    |  |  |  |  |  |  |  |  |
|                           |                           |                           |                           |                           |                           | car Aleksander III Romanow | car Aleksander III Romanow | car Aleksander III Romanow | car Aleksander III Romanow | car Aleksander III Romanow | car Aleksander III Romanow |                      |                      |                      |                      |                        |                        |                        |                        |                         |                         |                         |                         |                         |                         | Maria Fiodorowna² | Maria Fiodorowna² | Maria Fiodorowna² | Maria Fiodorowna² | Maria Fiodorowna² | Maria Fiodorowna² |                      |                      |                      |                      |                                   |                      |  |  |             |             |             |             |             |             | Ludwik IV Heski | Ludwik IV Heski | Ludwik IV Heski | Ludwik IV Heski | Ludwik IV Heski | Ludwik IV Heski |                 |                 |                 |                 |                                              |                                              |                                              |                                              |                                              |                                              |                                |                                |                                |                                | Alicja Koburg (hemofilia-nosicielka) | Alicja Koburg (hemofilia-nosicielka) | Alicja Koburg (hemofilia-nosicielka) | Alicja Koburg (hemofilia-nosicielka) | Alicja Koburg (hemofilia-nosicielka) | Alicja Koburg (hemofilia-nosicielka) |                                                    |                                                    |                                                    |                                                    |                                                    |                                                    |  |  |  |  |  |  |  |  |
|                           |                           |                           |                           |                           |                           |                            |                            |                            |                            |                            |                            |                      |                      |                      |                      | car Mikołaj II Romanow | car Mikołaj II Romanow | car Mikołaj II Romanow | car Mikołaj II Romanow | car Mikołaj II Romanow  | car Mikołaj II Romanow  |                         |                         |                         |                         |                   |                   |                   |                   |                   |                   |                      |                      |                      |                      |                                   |                      |  |  |             |             |             |             |             |             |                 |                 |                 |                 |                 |                 |                 |                 |                 |                 | Alicja Wiktoria Heska (hemofilia-nosicielka) | Alicja Wiktoria Heska (hemofilia-nosicielka) | Alicja Wiktoria Heska (hemofilia-nosicielka) | Alicja Wiktoria Heska (hemofilia-nosicielka) | Alicja Wiktoria Heska (hemofilia-nosicielka) | Alicja Wiktoria Heska (hemofilia-nosicielka) |                                |                                |                                |                                |                                      |                                      |                                      |                                      |                                      |                                      |                                                    |                                                    |                                                    |                                                    |                                                    |                                                    |  |  |  |  |  |  |  |  |
|                           |                           |                           |                           |                           |                           |                            |                            |                            |                            |                            |                            |                      |                      |                      |                      | car Mikołaj II Romanow | car Mikołaj II Romanow | car Mikołaj II Romanow | car Mikołaj II Romanow | car Mikołaj II Romanow  | car Mikołaj II Romanow  |                         |                         |                         |                         |                   |                   |                   |                   |                   |                   |                      |                      |                      |                      |                                   |                      |  |  |             |             |             |             |             |             |                 |                 |                 |                 |                 |                 |                 |                 |                 |                 | Alicja Wiktoria Heska (hemofilia-nosicielka) | Alicja Wiktoria Heska (hemofilia-nosicielka) | Alicja Wiktoria Heska (hemofilia-nosicielka) | Alicja Wiktoria Heska (hemofilia-nosicielka) | Alicja Wiktoria Heska (hemofilia-nosicielka) | Alicja Wiktoria Heska (hemofilia-nosicielka) |                                |                                |                                |                                |                                      |                                      |                                      |                                      |                                      |                                      |                                                    |                                                    |                                                    |                                                    |                                                    |                                                    |  |  |  |  |  |  |  |  |
|                           |                           |                           |                           |                           |                           |                            |                            |                            |                            |                            |                            |                      |                      |                      |                      |                        |                        |                        |                        |                         |                         |                         |                         |                         |                         |                   |                   |                   |                   |                   |                   |                      |                      |                      |                      | carewicz Aleksy (hemofilia-chory) |                      |  |  |             |             |             |             |             |             |                 |                 |                 |                 |                 |                 |                 |                 |                 |                 |                                              |                                              |                                              |                                              |                                              |                                              |                                |                                |                                |                                |                                      |                                      |                                      |                                      |                                      |                                      |                                                    |                                                    |                                                    |                                                    |                                                    |                                                    |  |  |  |  |  |  |  |  |

1. właśc. Maksymiliana Wilhelmina Maria z Hesji-Darmstadt
2. właśc. Maria Zofia Fryderyka Dagmara Glücksburg, księżniczka Danii